# Луций Виллий Анналис (претор)
Лу́ций Ви́ллий Анна́лис (лат. Lucius Villius Annalis; убит в конце 43 года до н. э. близ Рима, Римская республика) — римский политический деятель из плебейского рода Виллиев, предположительно, занимавший должность претора не позже 57 года до н. э. Противник триумвиров Красса и Гая Юлия Цезаря. Пережил последнего, но погиб в конце 43 года до н. э. в ходе проскрипционных убийств.

## Происхождение
Благодаря одному сохранившемуся письму Марка Целия Руфа к Цицерону известно, что Луций принадлежал к Помптинской трибе, а его отец носил тот же преномен. Он происходил из старинного плебейского рода Виллиев, представители которого начали занимать курульные магистратуры уже в середине V века до н. э.
Первым носителем когномена Анналис (Annalis), по всей видимости, был народный трибун 180 года до н. э., автор закона (lex Villia Annalis), которым устанавливался иерархический порядок сенатских должностей, а также предписывался обязательный двухлетний промежуток между сложением с себя полномочий одной магистратуры и избранием на другую.

## Биография
Надёжные сведения о гражданской карьере Луция Виллия в сохранившихся источниках отсутствуют. Только один античный автор, писавший на древнегреческом, — Плутарх — в жизнеописании Красса вскользь упоминает о массовых беспорядках, вызванных инициативой плебейского трибуна Гая Требония и произошедших на римском форуме, когда народ голосованием решал вопрос о распределении провинций между триумвирами. Согласно греческому биографу, в ходе столкновений Марк Лициний «сам ударом кулака разбил в кровь лицо сенатору Луцию Анналису и выгнал его из Комиция». На основании этого сообщения канадский учёный Р. Броутон, а следом за ним и американец Т. Бреннан выдвинули гипотезу о занятии Виллием претуры не позднее 57 года до н. э.
В канун октябрьских календ (30 сентября) 51 года до н. э. Луций Виллий присутствовал при записи постановления и суждений сената касательно отзыва Гая Юлия Цезаря из обеих Галлий. Впрочем, о роли Анналиса в перипетиях уже гражданской войны (49—45 годы до н. э.) ничего не известно; можно лишь предположить, что он являлся сторонником сенатской «партии». После гибели диктатора 15 марта 44 года до н. э. Луций, по мнению Франсуа Инара, вторично был избран претором: на этот раз — по делам иноземцев (лат. inter peregrinos). С возникновением тайных договорённостей между Марком Антонием, Лепидом и юным пасынком Гая Цезаря и последовавших вскоре расправ по политическим мотивам имя Виллия было включено в проскрипционные списки в то время, когда он «посещал горожан вместе с сыном, кандидатом в квесторы, собирая голоса в его пользу». Прячась в доме одного из своих клиентов в предместье Рима, Анналис скрывался там до тех пор, пока его собственный сын из корысти не привёл к нему убийц, получив от триумвиров имущество отца и досрочное назначение в эдилы. При этом Аппиан уточняет, что вскоре погиб и сын Луция Виллия, причём от рук тех самых солдат, что убили его отца.
Известно, что Анналис состоял в приятельских отношениях с братом Марка Туллия Цицерона.

## Потомки
В браке с неизвестной женщиной имел сына, баллотировавшегося в квесторы на 42 год до н. э. После убийства Анналиса этот сын стал требовать для себя от триумвиров курульной должности, вместо чего был убит сам.